# Совка крапивная серая
Совка крапивная серая (лат. Abrostola tripartita) — бабочка из семейства совок (Noctuidae).

## Описание

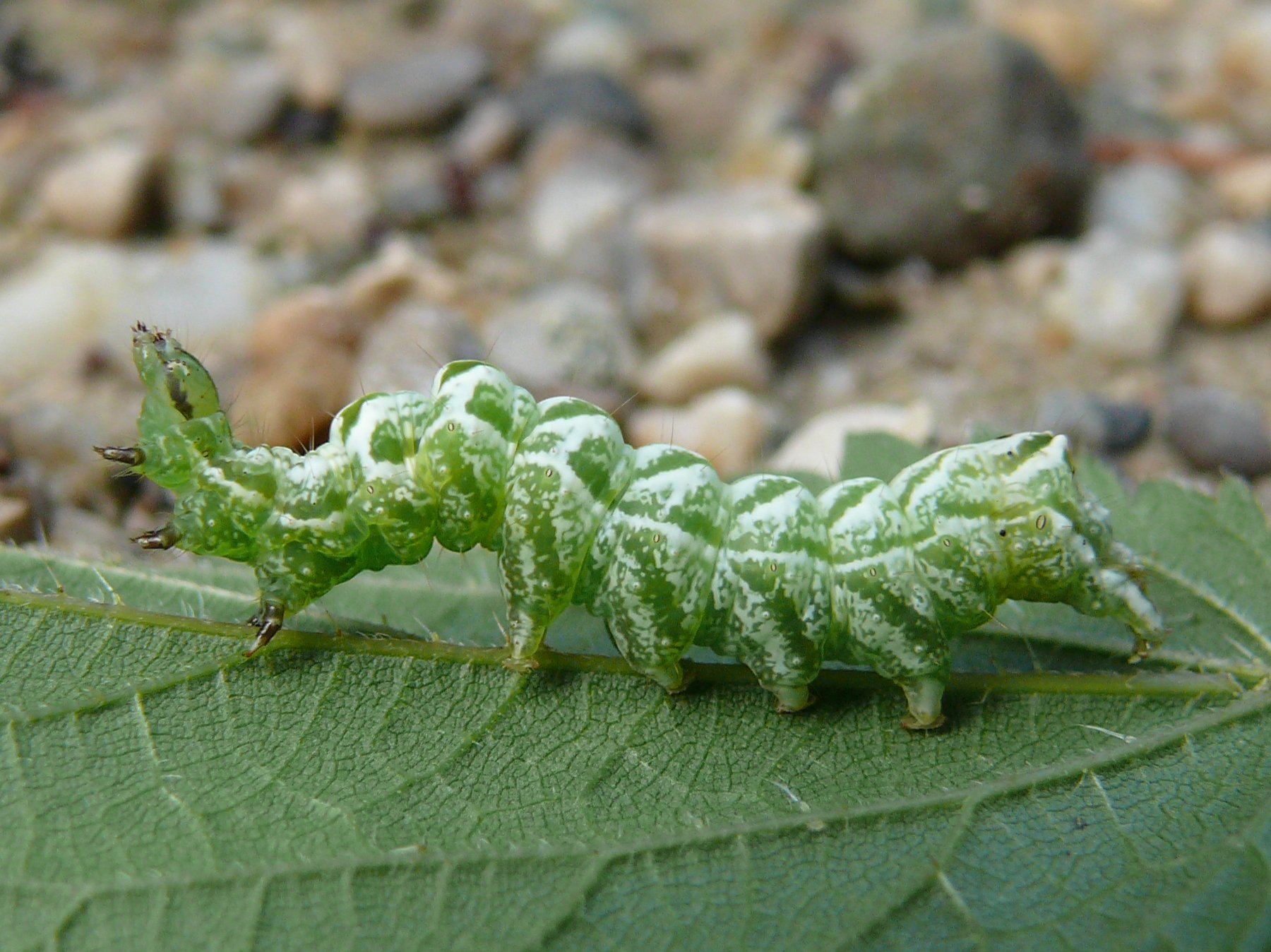
Гусеница

Обитают в основном в лесах, на полянах и лугах. Этот вид бабочек распространён в Европе (особенно в Великобритании), Средней Азии, России. В России наиболее распространены в Алтайском крае, Республике Алтай, Республике Тыва, Краснодарский край, Бурятии.
Прилетают на свет. За год обычно рождается не более двух поколений, активных с мая по сентябрь. Размах крылышек 27—30 мм.
Личинки питаются крапивой двудомной (лат. Urtica dioica). Переживают зиму в виде куколки.